# Halima Bah
Pour les articles homonymes, voir Ba (nom de famille).
Halima Bah, de son vrai nom Halimatou Bah, née le 1er janvier 1996 à Tambacounda au Sénégal, est une chanteuse guinéenne,.

## Biographie
Originaire de la Préfecture de Koubia, elle a grandi entre Labé, Conakry et Dakar. N’ayant pas eu la chance d’aller à l’école, Halima a fait la couture, puis a fini par se lancer en musique.
Depuis 2017, elle suit des cours de soir pour pouvoir communiquer et être plus en contact avec ses fans.

## Carrière musicale

### Début
En novembre 2013 à Dakar, elle commence la musique tout en restant caché. ayant du mal à l’avouer à sa famille par crainte de ne pas être acceptée en tant que chanteuse. Elle rencontre Djiby Maci, qui appréciait sa voix mélancolique et la permet de chanter avec Bagada Wonson.

### Suite
Elle raconte ses histoires avec des paroles accompagnées d’un rythme pastorale, victime d’un refus de mariage à cause de la condition financière de son père, Halima s’inspire de cette histoire pour sortir son premier single Sabou Modjo Yawa. Puis un deuxième son qui a toujours un lien avec le mariage Forsa Djomba, qui parle de mariage forcé. Depuis, elle enchaine les singles, les collaborations et les concerts en Guinée, en Afrique et en Europe.

## Production
De 2013 à 2017, Halima s’est auto-produite et autofinancée.
Le 18 janvier 2018, elle commencé à travailler avec la structure Lima Klins Prod et elle a signé un partenariat à la même date avec Évidence Musique de Genève.

## Tournées
Depuis 2014, elle fait les régions de la Guinée et l'Afrique de l’Ouest notamment le Liberia, le Sénégal, la Guinée-Bissau, le Sierra Leone, la Gambie, le Mali, la Mauritanie et la Côte d’Ivoire.
Fin 2017, elle entamant ses concert en Europe notamment à Hambourg, Berlin et Essen (Allemagne). Ensuite elle part en Suisse à Genève et à Lausanne. Puis en Belgique à Anvers, Bruxelles et Liège. Elle a joué aussi en Espagne à Barcelone et en Hollande à Amsterdam. 
Entre octobre 2018 et janvier 2019, Halima fait une seconde tournée en Europe, de la Suisse à Genève, l’Espagne à Vitoria-Gasteiz et à Vitoria, la France à Annemasse, la Belgique à Bruxelles et l’Allemagne à Essen.
D’octobre 2019 à février 2020, elle a vécu sa troisième tournée européenne dans quatre pays la Suisse à Genève, Espagne à Saragosse et Vitoria, Italie à Brescia et en France à Annemasse.

## Album

### Collaboration
1. Weldin feat Binette Diallo, Zé Lelouma, AHD et Khadja Barry

## Vie privée
Elle est mariée depuis 2018 avec l’opérateur culturel Klins Diallo résidant en Suisse à Genève, ils dirigent ensemble la structure Lima Klins Prod.